# Coupable (téléfilm)
Pour les articles homonymes, voir Coupable.
Pour plus de détails, voir Fiche technique et Distribution.
Coupable est un téléfilm policier français en deux parties réalisé par Philippe Monnier, diffusé les 27 et 28 octobre 2007.

## Synopsis
La capitaine Antonia Soleres, nouvelle venue au SRPJ de Bordeaux, vient d'être chargée d'enquêter sur l'assassinat de Laura Castel, la femme du docteur Laurent Castel. On lui a adjoint le lieutenant Barlier, personnage difficile à contrôler et que ses collègues n'aiment guère…

## Fiche technique
- Réalisateur : Philippe Monnier
- Scénario : Jacques Santamaria
- Musique : Patrick Faure
- Dates de diffusion : 2 juin 2007 (Suisse), 27 et 28 octobre 2007 (France 3)

## Distribution
- Catherine Demaiffe : Antonia Soleres
- Perkins Lyautey : Jean-Paul Barlier
- Jérôme Anger : Laurent Castel
- Jean Dell : Fotorino
- Brigitte Catillon : La juge Fréville
- Charley Fouquet : Edwige Bréhac
- François Caron : Maxime Bréhac
- Audrey Lunati : Delphine Vignaud
- Gabrielle Forest : Marie Boissy
- Frédéric Quiring : Stéphane Mestrani
- Francis Leplay : Sylvain Josse
- Olivier Loustau : Charlie Mestrani